# Матевушева Світлана Валеріївна
Світлана Валеріївна Матевушева (22 липня 1981) — українська яхтсменка, призер Олімпійських ігор.
Олімпійську медаль Світлана Матевушева виборола на афінській Олімпіаді в класі Інглінг разом із Русланою Таран та Ганною Калініною.